# Lysmata amboinensis

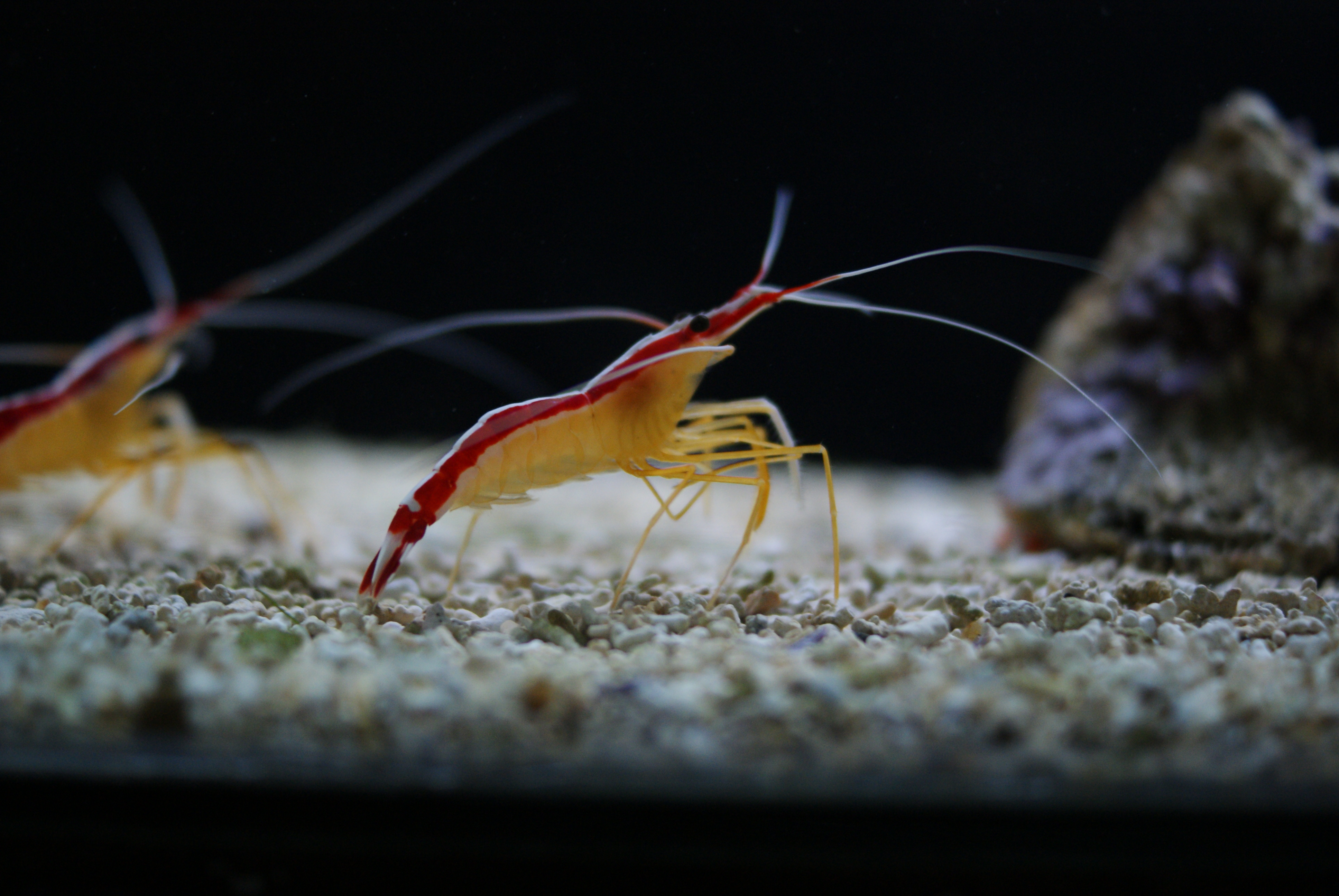

Lysmata amboinensis (лат.) — вид креветок рода Lysmata из семейства Lysmatidae (Decapoda, Alpheoidea). Встречается в Индо-Тихоокеанской области. Популярный объект аквариумистики. Всеядная креветка, известная под несколькими распространёнными названиями, в том числе тихоокеанская креветка-чистильщик, креветка-доктор, поскольку поедание паразитов и мёртвых тканей рыб составляет большую часть её рациона. Этот вид является естественной частью экосистемы коралловых рифов и широко распространён в тропиках, обычно обитая на глубинах от 5 до 40 метров.
Lysmata amboinensis может достигать длины тела 5—6 сантиметров и имеет длинные белые усики. Взрослые креветки бледного цвета с продольными полосами на карапаксе; одна центральная белая полоса с более широкими багрово-красными полосами по обеим сторонам. У креветки длинная личиночная стадия и необычное половое созревание: изначально она является самцом, но после созревания становится функциональным гермафродитом.
Lysmata amboinensis популярна в домашних и общественных аквариумах, где она выделяется своей яркой окраской, мирным характером и полезными симбиотическими отношениями в качестве чистильщика, которые можно наблюдать и в неволе.

## Распространение
Обитает на коралловых рифах в тропиках, включая Красное море и тропические воды Индо-Тихоокеанского региона. Они живут на тропических коралловых рифах на глубине 5—40 метров и обычно встречаются в пещерах или уступах рифов.

## Описание

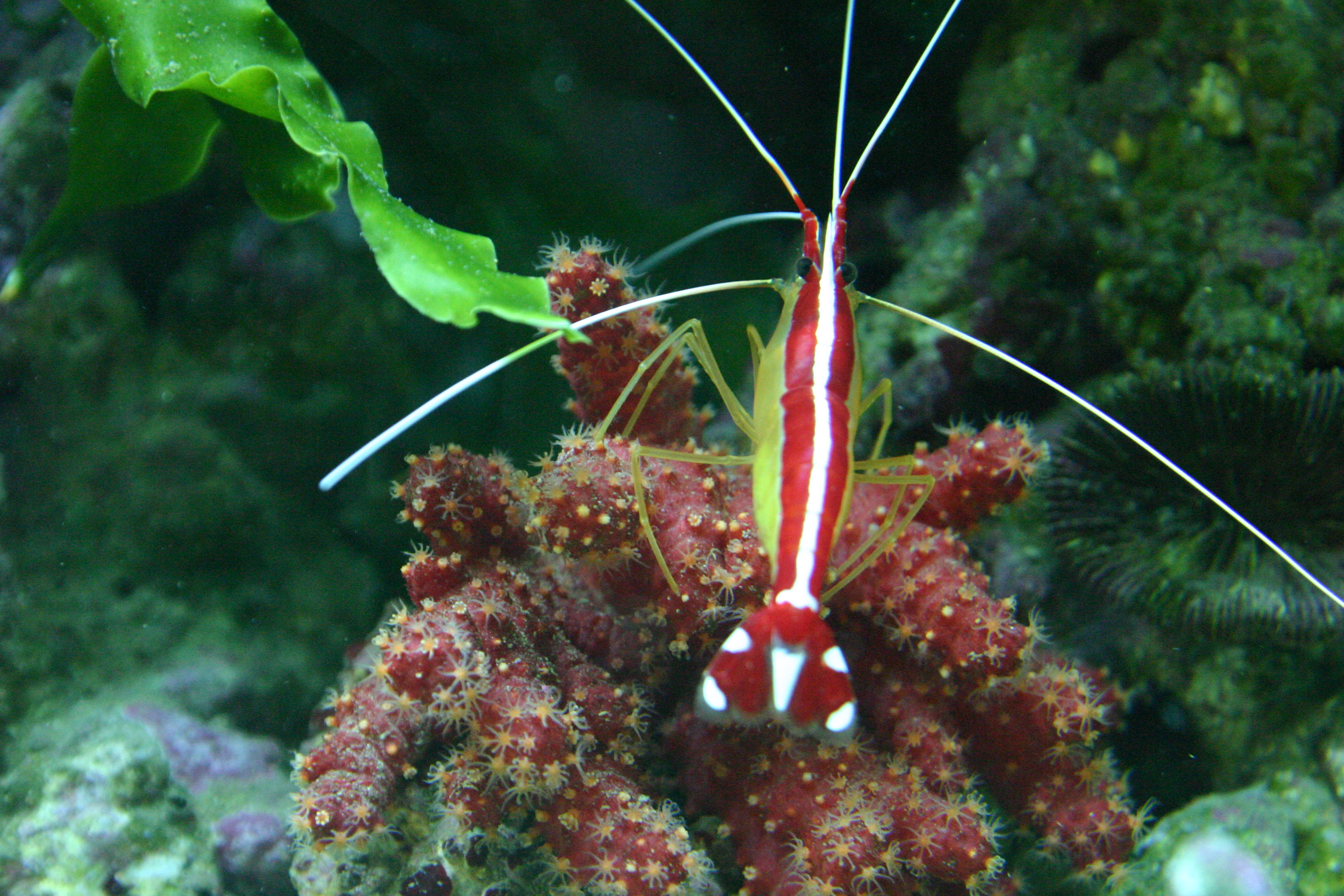
Окраска L. amboinesis

Взрослые креветки могут достигать длины тела 5—6 сантиметров с двумя парами длинных белых усиков. Тело и ноги бледно-янтарного цвета с продольными полосами на карапаксе: одна центральная белая полоса окаймлена более широкими багрово-красными полосами. На красном хвосте есть несколько симметричных белых пятен. Самые передние усики развиваются на две части, поэтому кажется, что у креветки три пары усиков. Как и у всех декапод, имеется 10 пар ходильных ног, причём самая передняя пара имеет клешни. Перед ходильными ногами находится пара белых максиллипедов, используемых для питания. Под грудью за ходильными ногами находятся парные плеоподы (плавательные ноги), используемые для плавания и «высиживания» яиц.

## Жизненный цикл

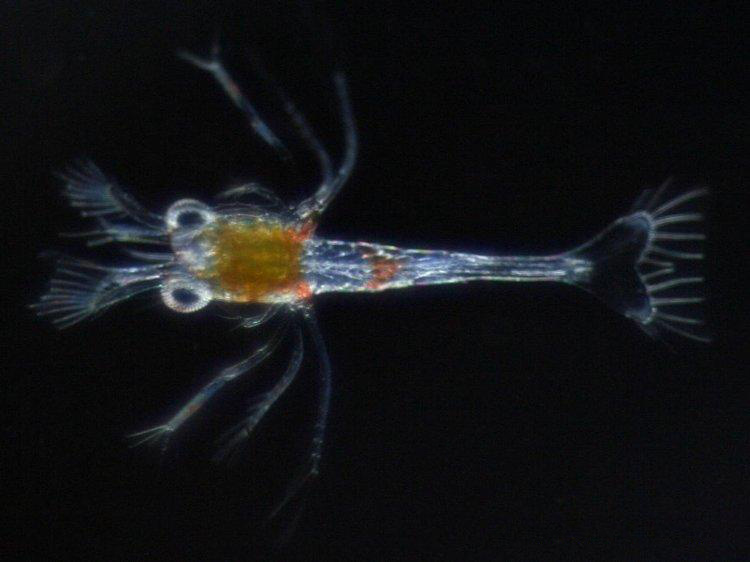
Личинка L. amboinesis на 1 день после вылупления, стадия зоэа 1

Lysmata amboinesis откладывает яйца, которые взрослые креветки держат прикреплёнными к своим плеоподам. Ранние личинки называются науплиусами, которые развиваются в более развитых личинок, называемых зоеа, и проходят стадию свободно плавающего планктона. В это время они питаются другим планктоном и проходят 14 стадий линьки, вырастая за 5—6 месяцев примерно до 2 сантиметров в длину. В этот момент личинки оседают и метаморфируют в более зрелую форму, хотя ещё не во взрослую. Это происходит после нескольких линек, которые происходят каждые 3—8 недель.
Каждая креветка начинается как самец, но после нескольких линек превращается в гермафродита, что позволяет ей функционировать и как самцу, и как самке при взаимодействии с другими креветками; у этих креветок нет чистой женской формы. Эта форма полового созревания научно описывается как «протандрический одновременный гермафродитизм» (protandric simultaneous hermaphroditism, PSH) и является уникальной для креветок Lysmata среди других десятиногих ракообразных. У живущего парами гермафродита Lysmata amboinensis линьки происходят в шахматном порядке. Когда один из членов пары завершает созревание яичников, он линяет, спаривается и размножается, в то время как другой член пары, выполняющий роль самца, находится в промежуточном состоянии; в следующем цикле линьки их роли меняются местами. За один нерест взрослые креветки откладывают от 200 до 500 икринок, которые изначально прикреплены к плеоподам и имеют зеленоватый цвет; перед вылуплением икринки набухают и светлеют, а некоторые из них становятся серебристыми в день вылупления. Икринки вылупляются около сумерек, выпуская личинок длиной 3—4 миллиметра в свободно плавающую пелагическую зону.

## Поведение

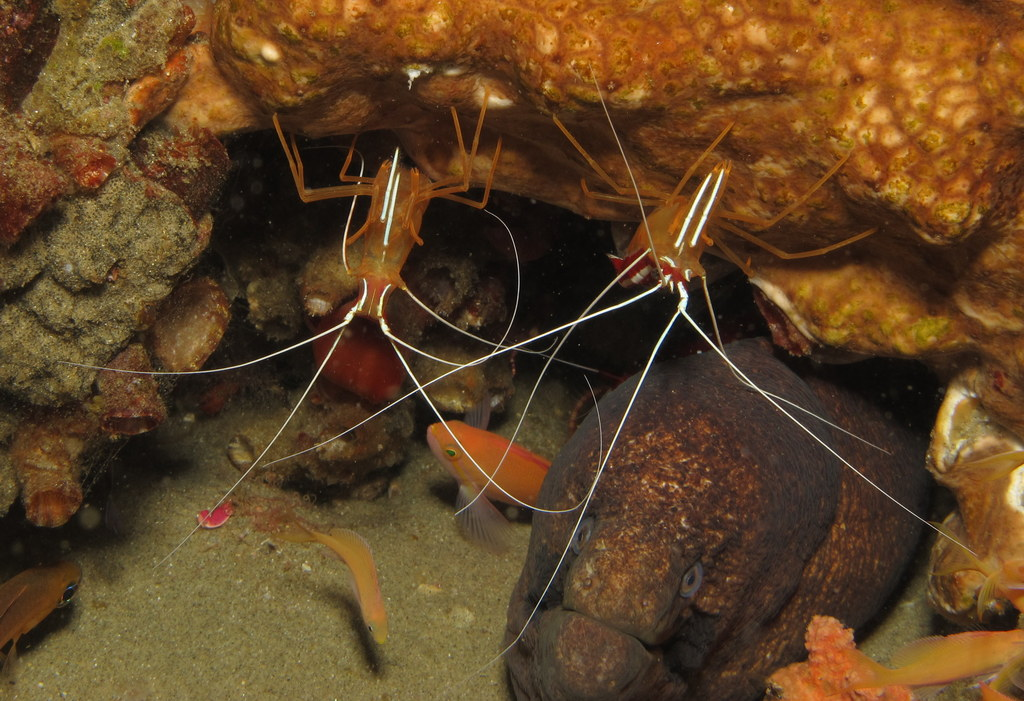
Пара L. amboinesis живёт вместе с муреной

Lysmata amboinesis не живут большими группами, чаще парами, и хотя они всеядны, считается, что большую часть своего питания они получают от очистки рыб от паразитов и мёртвых тканей. Их брачное поведение наблюдалось в неволе, где оно не включает в себя особых ритуалов: пара полностью зрелых гермафродитных креветок чередует время линьки, спаривание происходит вскоре после линьки, когда одна креветка, выступающая в роли самца, следует за другой, выступающей в роли самки, которая высиживает оплодотворённые яйца; когда следующая креветка линяет, роли, а следовательно, и видимый пол, меняются местами.
В неволе L. amboinesis были замечены как социально моногамные, проявляющие такую агрессию, что если их держать в группах более чем по 2 особи, то одна пара уничтожит остальных. Хотя в природе они обычно не встречаются большими группами, неизвестно, являются ли они социально моногамными в естественной среде обитания.

## В аквариумах

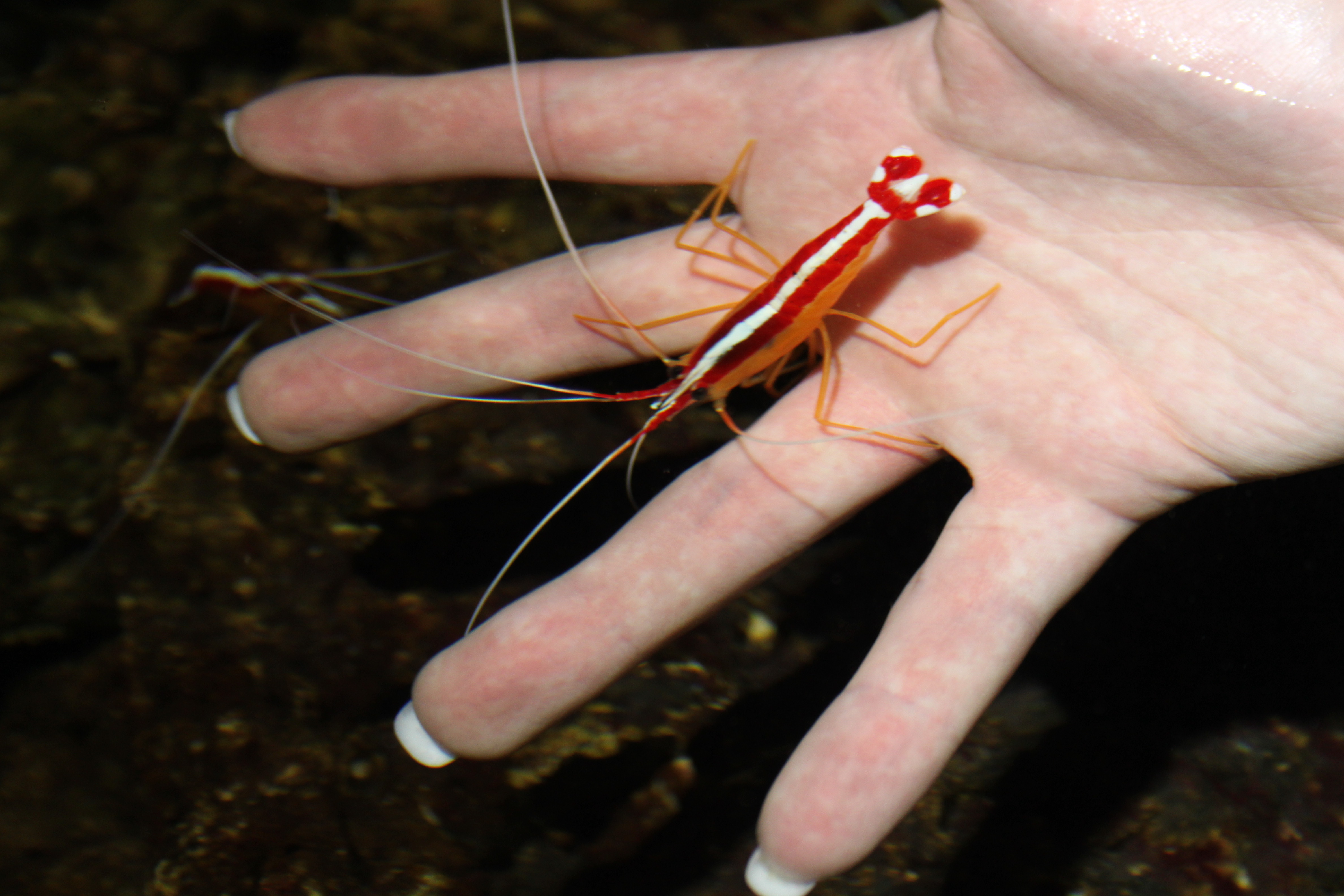
L. amboinesis на руке в аквариуме Sea Life Centre, Оберхаузен, Германия

Многие виды Lysmata, включая L. amboinesis, обычно содержатся в аквариумах с солёной водой; они безопасны и полезны, поскольку чистят аквариум и рыб, но не вредят кораллам. По этим причинам их часто содержат в домашних и общественных аквариумах в образовательных целях, иногда в «сенсорных бассейнах», где посетители могут опустить руку в воду, чтобы креветка очистила её.
Несмотря на значительные усилия, L. amboinesis по-прежнему трудно культивировать в неволе, хотя взрослые особи регулярно вымётывают икру. Цикл перехода от икры к взрослой форме занимает около 6 месяцев, за это время подавляющее большинство личинок погибает. Поэтому большинство креветок, продаваемых в аквариумной индустрии, выловлены в дикой природе, что вызвало обеспокоенность по поводу негативного влияния их удаления на природные рифы, хотя в настоящее время нет никаких доказательств такого влияния.

## Таксономия
Вид был впервые описан в 1888 году под названием Hippolysmata vittata var. amboinensis de Man, 1888 голландским биологом Йоханнесом Говертусом де Маном (1850—1930).